# عبد الله بن لهيعة
عبد الله بن لهيعة - بفتح اللا‌م وكسر الهاء - ابن عقبة بن فرعان بن ربيعة بن ثوبان الحضرمي، أبو عبد الرحمن المصري القاضي، صدوق من السابعة، خلط بعد احتراق كتبه، ورواية ابن المبارك وابن وهب عنه أعدل من غيرهما، وله في مسلم بعض شيء مقرون، مات سنة أربع وسبعين، وقد ناف على الثمانين.

## روايته للحديث
سمع من عبد الرحمن بن هرمز الأعرج صاحب أبي هريرة، ومن موسى بن وردان، وعطاء بن أبي رباح، وعمرو بن شعيب، وعمرو بن دينار، ويزيد بن أبي حبيب، وأبي وهب الجيشاني، ومشرح بن هاعان، وعبيد الله بن أبي جعفر، وعكرمة مولى ابن عباس - إن صح ذلك - وكعب بن علقمة، وقيس بن الحجاج، وأبي الأسود محمد بن عبد الرحمن يتيم عروة ومحمد بن المنكدر، وأبي الزبير، ويزيد بن عمرو المعافري، وأبي يونس مولى أبي هريرة، وأبي عشانة المعافري، وأبي قبيل المعافري، وأحمد بن خازم المعافري، وبكر بن عمرو المعافري، وشرحبيل بن شريك المعافري، وعامر بن يحيى المعافري، وبكير بن الأشج، وجعفر بن ربيعة، ودراج أبي السمح، وعقيل بن خالد، وعمرو بن جابر الحضرمي، وخلق كثير.
وعنه: ابن ابنه أحمد بن يونس، وابن أخيه لهيعة بن عيسى، والحسن بن موسى الأشيب، والثوري، وشعبة والأوزاعي، وعمرو بن الحارث، والليث بن سعد وهو من أقرانة، وابن المبارك، وعثمان ابن صالح السهمي، ويحى ابن عبد الله بن بكير، وقتيبة بن سعيد، ومحمد بن رمح بن المهاجر وهو خاتمهم وغيرهم.

## احتراق كتبه وقول العلماء فيه

### قول العلماء عنه
قال ابن معين: ضعيف لا يحتج به. قال البخاري عن الحميدي: كان يحيى بن سعيد لا شيئاً، قال نعيم بن حماد: سمعت عبد الرحمن ابن مهدي يقول: ما اعتد بشيئ سمعته من حديث ابن لهيعة الا سماع ابن المبارك ونحوه..

### احتراق كتبه
قال الا‌مام البخارى عن يحي بن بكير «احترقت كتب ابن لهيعة سنة سبعين ومائة»
قال الا‌مام سعيد بن أبي مريم«ما أقربه قبل الا‌حتراق ولا‌ بعده»  ، قال الا‌مام قتيبة بن سعيد «لما احترقت كتب ابن لهيعة بعث اليه الليث بن سعد من الغد ألف دينار» 
، قال الا‌مام أحمد بن حنبل «احترقت كتب ابن لهيعة.....» قال الا‌مام يحي بن معين «هو ضعيف قبل ان تحترق كتبه بعد احتراقها»
وقال أيضا يكتب عن ابن لهيعة ماكان قبل احتراق كتبه 
قال الا‌مام عبد الرحمن بن يوسف بن خراش «كان يكتب حديثه احترقت كتبه فكان من جاء بشيئ قرأه عليه حتى لو وضع أحد حديثا وجاء به اليه قرأه عليه» 
قال ابن حبان: «ووجب ترك الا‌حتجاج برواية المتأخرين بعد احتراق كتبه فيها مما ليس من حديثه»
قال ابن حبان " كان أصحابنا يقول " ان سماع من سمع منه قبل احتراق كتبه مثل العبادلة فسماعهم صحيح".- قل عمر بن علي الفلاس "احترقت كتبه فمن كتب عنه قبل ذلك أصح"
قال أبو جعفر الطبري في (تهذيب الآ‌ثار " اختلط عقله في آخر عمره 
يفهم منه أنه يعني بقوله هذا احتراقه كما هو السبب المشهور. - قال مسعود عن الحاكم «لم يقصد الكذب وانما حدث من حفظه بعد احتراق كتبه فأخطأ» 8